# Maliubu (Ort)
Maliubu ist ein osttimoresischer Ort im Suco Maliubu (Verwaltungsamt Bobonaro, Gemeinde Bobonaro). Das Dorf liegt im Osten der Aldeia Maliubu, an der Überlandstraße von Maliana nach Atsabe, auf einer Meereshöhe von 1060 m. Nachbarort an der Straße im Norden ist Tegoabe. Im Süden liegt an der Straße das Dorf Beamoas. Beide Dörfer gehören zum Suco Colimau. Kleine Straßen führen in die Siedlungen Hauboten und Manumea im Westen, beiderseits des Foho Haubole (1021 m). Der Berg schiebt sich in die hundert Meter tiefere Ebene im Westen hinaus, während im Osten das Land in Richtung der Ramelau-Berge weiter ansteigt. Terrassenfelder umgeben das Dorf Maliubu.